# Кшенский, Александр Фадеевич
Александр Фадеевич Кшенский (1911—1943) — майор Рабоче-крестьянской Красной Армии, участник советско-финской и Великой Отечественной войны, Герой Советского Союза (1940).

## Биография
Александр Кшенский родился 31 декабря 1911 года в селе Шостка (ныне — город в Сумской области Украины). После окончания семи классов школы и школы фабрично-заводского ученичества работал мастером на заводе. В 1933 году Кшенский был призван на службу в Рабоче-крестьянскую Красную Армию. Окончил полковую школу. В 1938 году Кшенский окончил Одесское артиллерийское училище.
Участвовал в советско-финской войне, будучи командиром 2-й батареи 137-го гаубичного артиллерийского полка 13-й армии Северо-Западного фронта. В феврале 1940 года во время прорыва линии Маннергейма батарея Кшенского успешно поддержала действия стрелковых частей, уничтожив 5 финских дотов и 1 дзот.
Указом Президиума Верховного Совета СССР от 7 апреля 1940 года за «умелое руководство боем, мужество, проявленное в боях с финнами» лейтенант Александр Кшенский был удостоен высокого звания Героя Советского Союза с вручением ордена Ленина и медали «Золотая Звезда» за номером 312.
В 1941 году Кшенский окончил курсы при Высшей командной артиллерийской академии. С того же года — на фронтах Великой Отечественной войны. 11 августа 1943 года Кшенский погиб в бою на территории Харьковской области Украинской ССР. Похоронен в селе Петровское Волчанского района Харьковской области.
Был награждён двумя орденами Ленина.
В честь Кшенского названа улица в Шостке.